# Gigasiphon
Gigasiphon es un género de plantas con flores perteneciente a la familia Fabaceae. Comprende 6 especies descritas y de estas, solo 4  aceptadas.

## Taxonomía
El género fue descrito por Emmanuel Drake del Castillo  y publicado en Histoire Physique, Naturelle et Politique de Madagascar 30(1): 88. 1902[1903]. La especie tipo es: Gigasiphon humblotianum (Baill.) Drake

## Especies
A continuación se brinda un listado de las especies del género Gigasiphon aceptadas hasta agosto de 2012, ordenadas alfabéticamente. Para cada una se indica el nombre binomial seguido del autor, abreviado según las convenciones y usos.
- Gigasiphon amplus (Span.) de Wit
- Gigasiphon gossweileri (Baker f.) Torre & Hillc.
- Gigasiphon humblotianum (Baill.) Drake
- Gigasiphon macrosiphon (Harms) Brenan